# Juanmi
Artikeln följer den spanska namnseden; faderns efternamn är Jiménez och moderns efternamn López.
Juan Miguel Jiménez López, född 20 maj 1993, mer känd som Juanmi, är en spansk fotbollsspelare som spelar för spanska Real Betis.
Juanmi debuterade för Spaniens landslag den 31 mars 2015 i en 2–0-förlust mot Nederländerna.